# 卡森 (新墨西哥州)
卡森（英語：Carson）是位於美國新墨西哥州陶斯縣的非建制地區。

## 歷史
卡森的郵局自1912年營運至今。

## 地理
卡森所處的海拔為高於海平面2087米（即6847英呎），而該地所採用的時區為UTC-7，即北美山地时区（MST）。同時該地設有夏令時間，為UTC-7調快一小時，即UTC-6（MDT）。